# Elecciones provinciales de Buenos Aires de 2023
Las elecciones en la provincia de Buenos Aires de 2023 se realizaron el 13 de agosto donde se eligieron los candidatos definitivos, y las elecciones generales el 22 de octubre. Además de los cargos ejecutivos, se eligieron diputados y senadores provinciales, y cargos municipales.
Los candidatos surgieron de las elecciones primarias abiertas, simultáneas y obligatorias (PASO) que se llevaron a cabo el 13 de agosto, si en éstas alcanzaban el 1,5 % de los votos positivos emitidos.
La fórmula justicialista de Unión por la Patria encabezada por el gobernador Axel Kicillof y la vicegobernadora Verónica Magario, resultaron reelectos para un segundo mandato, con más del 44% de los votos.

## Candidatos

### Unión por la Patria
| | |
| | |
| Axel Kicillof | Verónica Magario |
| para gobernador | para vicegobernadora |
| [[File:20190328SA 015 BICAMERAL DEUDA EXTERIOR.jpg\|350px\|alt={{{Alt\|{{{descripción}}}]] | [[File:Veronica magario paz funcionarias politicas mujeres nosotras movemos el mundo 2022 tti nicola.jpg\|370px\|alt={{{Alt\|{{{descripción}}}]] |
| Gobernador de la provincia de Buenos Aires (desde 2019) | Vicegobernadora de la provincia de Buenos Aires (desde 2019) |
| Partidos en la alianza: \| - Defensa Comunal de Exaltación de la Cruz - Partido Comunista - Nuevo Encuentro - Movimiento para la Victoria - Nuevo Morón - Unidad por Chascomús - Frente Patria Grande - Frente Grande - Partido Justicialista - Acción para Crecer de Tigre - Concertación por Marcos Paz - Nuevo Zárate - Partido Nuevo Buenos Aires - Frente Renovador - Kolina - Propuesta Pinamar \| - Mercedes Independiente Comunal - Partido Federal - Partido de la Victoria - Mar del Plata Puerto y Región - Nueva Dirigencia - Somos Rivadavia - Partido del Trabajo y del Pueblo - Compromiso Federal - Acción por Tornquist - Agrupación Municipal Ituzaingó Positivo - Partido Izquierda Popular - Partido Solidario - Instrumento Electoral por la Unidad Popular - Partido del Trabajo y la Equidad - La Patria de lxs Comunes \| | |
| - Defensa Comunal de Exaltación de la Cruz - Partido Comunista - Nuevo Encuentro - Movimiento para la Victoria - Nuevo Morón - Unidad por Chascomús - Frente Patria Grande - Frente Grande - Partido Justicialista - Acción para Crecer de Tigre - Concertación por Marcos Paz - Nuevo Zárate - Partido Nuevo Buenos Aires - Frente Renovador - Kolina - Propuesta Pinamar | - Mercedes Independiente Comunal - Partido Federal - Partido de la Victoria - Mar del Plata Puerto y Región - Nueva Dirigencia - Somos Rivadavia - Partido del Trabajo y del Pueblo - Compromiso Federal - Acción por Tornquist - Agrupación Municipal Ituzaingó Positivo - Partido Izquierda Popular - Partido Solidario - Instrumento Electoral por la Unidad Popular - Partido del Trabajo y la Equidad - La Patria de lxs Comunes |

### Juntos por el Cambio
| | |
| | |
| Néstor Grindetti | Miguel Ángel Fernández |
| para gobernador | para vicegobernador |
| [[File:Néstor Grindetti en conferencia de prensa (7657760558).jpg\|500px\|alt={{{Alt\|{{{descripción}}}]] | [[File:Replace_this_image_male.svg\|170px\|alt={{{Alt\|{{{descripción}}}]] |
| Intendente de Lanús (2015-2023) Presidente del Club Atlético Independiente (desde 2023) | Intendente de Trenque Lauquen (2015-2023) |
| Partidos en la alianza: \| - Unión Cívica Radical - Partido Nacionalista Constitucional - UNIR - Defensa Comunal de General Paz - Generación para un Encuentro Nacional - Unión Vecinal de Luján - Acción Municipal de Berisso - Acción Comunal del Partido de Tigre - Acción Vecinal San Isidro es Distinto - Acción Vecinal Comunal - Honestidad y Trabajo - Acción Vecinal por un San Martín Distinto - Integración Cívica Pergaminense - Acción Vecinal Escobar Es Posible - Acción Ciudadana de Todos por Zárate - Diálogo Pergaminense - Compromiso Pringles - Alternativa Vecinalista - ConVocación por San Isidro - Rivadavia Primero - Unión Vecinal Conservadora de Lobos - Unión Popular Federal - Coalición Cívica ARI - Unidos por Bragado - Alternativa Vecinal Platense - Agrupación Renovación San Isidro - Viva Areco - Espacio Plural por Arrecifes - Unión Vecinal Salliqueló - Vecinos Autoconvocados y Movilizados por la Organización Social - Entre Todos \| - Partido del Diálogo - Propuesta Federal para el Cambio - Hacer por Brown - Acción para el Desarrollo - Encuentro Republicano Federal - Proyecto Escobar - Por Olavarría Todos - Encuentro Pilarense - Propuesta Republicana - Integración Vecinalista de Villarino - Agrupación Cívica para el Compromiso Vecinal de San Isidro - Partido Socialista - Primero San Miguel - Acción por Lincoln - Somos Luján - Podemos Azul - Juntos por Pehuajó - Juntos por Hurlingham - Proyecto Marcos Paz - Espacio Abierto para el Desarrollo y la Integración Social - Unidos por Lomas - Ahora Pilar - Juntos por Olavarría - Unión del Centro Democrático - Vecinos Unidos - Ituzaingó Vecinal - Avanza San Nicolás - Agrupación Municipal Por Azul - Agrupación Vecinal Campana Federal - Opción Vecinal para el Progreso de Tigre \| | |
| - Unión Cívica Radical - Partido Nacionalista Constitucional - UNIR - Defensa Comunal de General Paz - Generación para un Encuentro Nacional - Unión Vecinal de Luján - Acción Municipal de Berisso - Acción Comunal del Partido de Tigre - Acción Vecinal San Isidro es Distinto - Acción Vecinal Comunal - Honestidad y Trabajo - Acción Vecinal por un San Martín Distinto - Integración Cívica Pergaminense - Acción Vecinal Escobar Es Posible - Acción Ciudadana de Todos por Zárate - Diálogo Pergaminense - Compromiso Pringles - Alternativa Vecinalista - ConVocación por San Isidro - Rivadavia Primero - Unión Vecinal Conservadora de Lobos - Unión Popular Federal - Coalición Cívica ARI - Unidos por Bragado - Alternativa Vecinal Platense - Agrupación Renovación San Isidro - Viva Areco - Espacio Plural por Arrecifes - Unión Vecinal Salliqueló - Vecinos Autoconvocados y Movilizados por la Organización Social - Entre Todos | - Partido del Diálogo - Propuesta Federal para el Cambio - Hacer por Brown - Acción para el Desarrollo - Encuentro Republicano Federal - Proyecto Escobar - Por Olavarría Todos - Encuentro Pilarense - Propuesta Republicana - Integración Vecinalista de Villarino - Agrupación Cívica para el Compromiso Vecinal de San Isidro - Partido Socialista - Primero San Miguel - Acción por Lincoln - Somos Luján - Podemos Azul - Juntos por Pehuajó - Juntos por Hurlingham - Proyecto Marcos Paz - Espacio Abierto para el Desarrollo y la Integración Social - Unidos por Lomas - Ahora Pilar - Juntos por Olavarría - Unión del Centro Democrático - Vecinos Unidos - Ituzaingó Vecinal - Avanza San Nicolás - Agrupación Municipal Por Azul - Agrupación Vecinal Campana Federal - Opción Vecinal para el Progreso de Tigre |

### La Libertad Avanza
| |                                                                    |  |
| Independientes |                                                                    |  |
| Carolina Píparo | Francisco Oneto                                                    |  |
| para gobernadora | para vicegobernador                                                |  |
| [[File:Carolina Píparo.png\|230px\|alt={{{Alt\|{{{descripción}}}]] | [[File:Francisco Oneto.png\|230px\|alt={{{Alt\|{{{descripción}}}]] |  |
| Diputada nacional por la provincia de Buenos Aires (desde 2021) Secretaria de Asistencia a la Víctima y Políticas de Género de La Plata (2019-2021) Diputada de la provincia de Buenos Aires (2017-2021) | Abogado                                                            |  |
| Partidos en la alianza: - Nueva Unión Ciudadana - Unión Celeste y Blanco - Vecinos Independientes Vicente López - Partido Fe - Compromiso Vecinal La Costa - Partido Integrar - Movimiento de Integración y Desarrollo - Acción Tandilense de Tandil - Unidos por la Costa - Crear Mar del Plata - Compromiso para Crecer - Juarez Renace - Partido Demócrata |                                                                    |  |

### Frente de Izquierda y de Trabajadores - Unidad
| |                                                                                   |
| |                                                                                   |
| Rubén Sobrero | Nathalia Inés González Seligra                                                    |
| para gobernador | para vicegobernadora                                                              |
| [[File:Sobrero-actofit.jpg\|395px\|alt={{{Alt\|{{{descripción}}}]]                                                                               | [[File:Nathalia Inés González Seligra.jpg\|230px\|alt={{{Alt\|{{{descripción}}}]] |
| Dirigente social | Diputada nacional por la provincia de Buenos Aires (2017-2019)                    |
| Partidos en la alianza: - Partido del Obrero - Partido de Trabajadores por el Socialismo - Izquierda por una Opción Socialista - Nueva Izquierda |                                                                                   |

### Elecciones primarias
Estos candidatos no recibieron al menos el 1,5% de los votos positivos en las elecciones primarias para pasar a las elecciones generales, o bien no resultaron la fórmula ganadora dentro de su espacio.
| Logo                                                   | Logo                                                   | Partido                                           | Precandidato a gobernador                                    | Precandidato a gobernador              | Precandidato a vicegobernador | Precandidato a vicegobernador |
| ------------------------------------------------------ | ------------------------------------------------------ | ------------------------------------------------- | ------------------------------------------------------------ | -------------------------------------- | ----------------------------- | ----------------------------- |
|                                                        |                                                        | Juntos por el Cambio                              |                                                              | Diego Santilli                         |                               | Gustavo Posse                 |
| - Diputado nacional por Buenos Aires (desde 2021)      | - Diputado nacional por Buenos Aires (desde 2021)      | Juntos por el Cambio                              | - Intendente de San Isidro (1999-2023)                       | - Intendente de San Isidro (1999-2023) |                               |                               |
|                                                        |                                                        | Frente de Izquierda y de Trabajadores - Unidad    |                                                              | Alejandro Bodart                       |                               | Jimena Lettieri               |
| - Legislador de la Ciudad de Buenos Aires (2011- 2015) | - Legislador de la Ciudad de Buenos Aires (2011- 2015) | Frente de Izquierda y de Trabajadores - Unidad    | - Enfermera del Hospital Posadas                             | - Enfermera del Hospital Posadas       |                               |                               |
|                                                        |                                                        | Principios y Valores                              | [[File:LuisDelia.jpg\|150px\|alt={{{Alt\|{{{descripción}}}]] | Luis D'Elía                            |                               | Fabiana Montoni               |
| - Dirigente social                                     | - Dirigente social                                     | Principios y Valores                              | - Empresaria                                                 | - Empresaria                           |                               |                               |
|                                                        |                                                        | Movimiento Libres del Sur                         |                                                              | Silvia Saravia                         |                               | Rodrigo Hernández             |
| - Docente                                              | - Docente                                              | Movimiento Libres del Sur                         | - Trabajador social                                          | - Trabajador social                    |                               |                               |
|                                                        |                                                        | Movimiento de Avanzada Socialista                 |                                                              | Soledad Yapura                         |                               | Jorge Ayala                   |
| - Docente                                              | - Docente                                              | Movimiento de Avanzada Socialista                 | - Activista social                                           | - Activista social                     |                               |                               |
|                                                        |                                                        | Partido Celeste Provida                           |                                                              | Ayelen Alancay                         |                               | Raul Magnasco                 |
| - Dirigente social                                     | - Dirigente social                                     | Partido Celeste Provida                           | - Dirigente social                                           | - Dirigente social                     |                               |                               |
|                                                        |                                                        | Política Obrera                                   |                                                              | Pablo Busch                            |                               | Eva Gutiérrez                 |
| Obrero                                                 | Obrero                                                 | Política Obrera                                   | Enfermera                                                    | Enfermera                              |                               |                               |
|                                                        |                                                        | Frente Patriota Federal                           |                                                              | Mario Guarnieri                        |                               | Anabella Tenca                |
|                                                        |                                                        | Frente Patriota Federal                           |                                                              |                                        |                               |                               |
|                                                        |                                                        | Movimiento de Integración Federal                 |                                                              | Guillermo Baque                        |                               | Andrea Campbell               |
|                                                        |                                                        | Movimiento de Integración Federal                 |                                                              |                                        |                               |                               |
|                                                        |                                                        | Buenos Aires Primero                              |                                                              | Gustavo Sobrero                        |                               | Juan Carlos Gasparini         |
|                                                        |                                                        | Buenos Aires Primero                              |                                                              |                                        |                               |                               |
|                                                        |                                                        | Corriente de Pensamiento Bonaerense               |                                                              | Ernesto Ludueña                        |                               | Paola Gómez                   |
|                                                        |                                                        | Corriente de Pensamiento Bonaerense               |                                                              |                                        |                               |                               |
|                                                        |                                                        | Partido Vocación Social                           |                                                              | Pablo Vázquez                          |                               | Lisa Macci                    |
|                                                        |                                                        | Partido Vocación Social                           |                                                              |                                        |                               |                               |
|                                                        |                                                        | Proyecto Joven                                    |                                                              | Rosendo Pedernera                      |                               | Nélida Ríos                   |
|                                                        |                                                        | Proyecto Joven                                    |                                                              |                                        |                               |                               |
|                                                        |                                                        | Confianza Pública                                 |                                                              | Juan Guerrero                          |                               | Liliana Cataldi               |
|                                                        |                                                        | Confianza Pública                                 |                                                              |                                        |                               |                               |
|                                                        |                                                        | Todos por Buenos Aires                            |                                                              | Damián Eduardo Díaz                    |                               | Deneva Gioberchio             |
|                                                        |                                                        | Todos por Buenos Aires                            |                                                              |                                        |                               |                               |
|                                                        |                                                        | Partido Liber.AR                                  |                                                              | Leonardo Mollard                       |                               | Juan Carlos Costieri          |
|                                                        |                                                        | Partido Liber.AR                                  |                                                              |                                        |                               |                               |
|                                                        |                                                        | Partido Unidad Social                             |                                                              | José Antonio Canalda                   |                               | Nancy del Carmen Salvatierra  |
|                                                        |                                                        | Partido Unidad Social                             |                                                              |                                        |                               |                               |
|                                                        |                                                        | Justicia y Dignidad Patriótica                    |                                                              | Pablo Gobbi                            |                               | Julio Archet                  |
|                                                        |                                                        | Justicia y Dignidad Patriótica                    |                                                              |                                        |                               |                               |
|                                                        |                                                        | Frente Federal de Acción Solidaria                |                                                              | Jaime Contreras                        |                               | Esteban Heboe                 |
|                                                        |                                                        | Frente Federal de Acción Solidaria                |                                                              |                                        |                               |                               |
|                                                        |                                                        | Política Abierta para la Integridad Social (PAIS) |                                                              | Oscar Héctor Alva                      |                               | Marina Guatta                 |
|                                                        |                                                        | Política Abierta para la Integridad Social (PAIS) |                                                              |                                        |                               |                               |
|                                                        |                                                        | Esperanza del Pueblo                              |                                                              | Carlos Gereiro                         |                               | Roberto Tronceda              |
|                                                        |                                                        | Esperanza del Pueblo                              |                                                              |                                        |                               |                               |

### Declinaron postularse
Juntos por el Cambio
• Diego Valenzuela: se bajó de la carrera a la gobernación para apoyar y trabajar con el candidato Diego Santilli. Anunció buscar ser reelecto como intendente del municipio de Tres de Febrero.
• José Luis Espert: anunció el 13 de mayo que iría como precandidato a presidente de la Nación conformando una rama liberal dentro del espacio Juntos por el Cambio aunque finalmente anunciaría el 24 de junio su precandidatura a senador por la provincia de Buenos Aires en la lista de Horacio Rodríguez Larreta en Juntos por el Cambio.
• De la Torre, Iguacel y Ritondo: el 18 de mayo, Patricia Bullrich anunció que apoyaría la candidatura de Néstor Grindetti a gobernador en su lista "La Fuerza del cambio. Joaquín de la Torre aceptó la decisión y manifestó su respaldo a Grindetti. Javier Iguacel, por su parte, publicó un comunicado anunciando que "con dolor y desilusión" renunciaba a su candidatura y acompañará a Juntos por el Cambio. Días más tarde, Cristian Ritondo, también decidió renunciar a su precandidatura y sumarse al equipo de Grindetti.
• Maximiliano Abad: bajó su candidatura el 23 de junio para ir como candidato a senador nacional por la provincia de Buenos Aires en la lista de Patricia Bullrich.
Unión por la Patria
• Martín Insaurralde: se bajó de la carrera a la gobernación para trabajar con el candidato a intendente de Lomas de Zamora, Federico Otermín. Además, aceptó su candidatura a concejal en la lista de Unión por la Patria, finalmente renunció tras un escándalo público.
• Victoria Tolosa Paz: decidió bajar su candidatura para ser precandidata a diputada nacional por la provincia de Buenos Aires.
La Libertad Avanza
• Victoria Villarruel: se bajó de la carrera a la gobernación para ser precandidata a vicepresidenta de Javier Milei.
• Guillermo Britos: anunció que no acepta la candidatura ofrecida por La Libertad Avanza y será precandidato a intendente por su propio partido político en Chivilcoy.

## Renovación legislativa
| Sección Electoral | Cámara de Diputados | Cámara de Diputados | Senado    | Senado    |
| Sección Electoral | Diputados           | A renovar           | Senadores | A renovar |
| ----------------- | ------------------- | ------------------- | --------- | --------- |
| 1                 | 15                  | 15                  | 8         | —         |
| 2                 | 11                  | —                   | 5         | 5         |
| 3                 | 18                  | —                   | 9         | 9         |
| 4                 | 14                  | 14                  | 7         | —         |
| 5                 | 11                  | 11                  | 5         | —         |
| 6                 | 11                  | —                   | 6         | 6         |
| 7                 | 6                   | 6                   | 3         | —         |
| 8 - Capital       | 6                   | —                   | 3         | 3         |
| Total             | 92                  | 46                  | 46        | 23        |

## Encuestas de opinión

Línea de tendencia de regresión local de los resultados de las encuestas desde el 14 de noviembre de 2021 hasta el día de octubre de 2023.

|                                        |                                    |                                                                                               |                                                                                               |                                                                                               |                                                                                               |                                                                                               |                                                                                               |                                                                                               |                                                                                               |                                                                                               |                                                                                               |                                                                                          |                                                                                          |
| 22 de octubre de 2023                  | Elecciones generales               | -                                                                                             | 44,88                                                                                         | 26,62                                                                                         | -                                                                                             | 24,59                                                                                         | 3,88                                                                                          | -                                                                                             | 8,96                                                                                          | -                                                                                             | 18,26                                                                                         |                                                                                          |                                                                                          |
|                                        |                                    |                                                                                               |                                                                                               |                                                                                               |                                                                                               |                                                                                               |                                                                                               |                                                                                               |                                                                                               |                                                                                               |                                                                                               |                                                                                          |                                                                                          |
| 14 de octubre de 2023                  | 14 de octubre de 2023              | Comienzo de la prohibición de publicar encuestas y pronósticos electorales para las generales | Comienzo de la prohibición de publicar encuestas y pronósticos electorales para las generales | Comienzo de la prohibición de publicar encuestas y pronósticos electorales para las generales | Comienzo de la prohibición de publicar encuestas y pronósticos electorales para las generales | Comienzo de la prohibición de publicar encuestas y pronósticos electorales para las generales | Comienzo de la prohibición de publicar encuestas y pronósticos electorales para las generales | Comienzo de la prohibición de publicar encuestas y pronósticos electorales para las generales | Comienzo de la prohibición de publicar encuestas y pronósticos electorales para las generales | Comienzo de la prohibición de publicar encuestas y pronósticos electorales para las generales | Comienzo de la prohibición de publicar encuestas y pronósticos electorales para las generales |                                                                                          |                                                                                          |
| 9 - 11 de octubre de 2023              | Circuitos                          | 1.248                                                                                         | 38,9                                                                                          | 30,1                                                                                          | -                                                                                             | 20,3                                                                                          | 2,3                                                                                           | -                                                                                             | 4,2                                                                                           | 4,2                                                                                           | 8,8                                                                                           |                                                                                          |                                                                                          |
| 3 de octubre de 2023                   | CB Consultora                      | 1.181                                                                                         | 36                                                                                            | 22,9                                                                                          | -                                                                                             | 21,7                                                                                          | 1,9                                                                                           | -                                                                                             | 4,8                                                                                           | 12,7                                                                                          | 13,1                                                                                          |                                                                                          |                                                                                          |
| 21 - 29 de septiembre de 2023          | Aresco                             | 1.200                                                                                         | 35,9                                                                                          | 25                                                                                            | -                                                                                             | 28,1                                                                                          | 3,7                                                                                           | -                                                                                             | 5,5                                                                                           | 1,8                                                                                           | 7,8                                                                                           |                                                                                          |                                                                                          |
| 1 - 20 de septiembre de 2023           | CELAG                              | 979                                                                                           | 39,2                                                                                          | 33,1                                                                                          | -                                                                                             | 24,0                                                                                          | 3,7                                                                                           | -                                                                                             | -                                                                                             | -                                                                                             | 6,1                                                                                           |                                                                                          |                                                                                          |
| 5 - 10 de septiembre de 2023           | Proyección Consultores             | 2.154                                                                                         | 38,0                                                                                          | 22,9                                                                                          | -                                                                                             | 21,0                                                                                          | 1,6                                                                                           | -                                                                                             | 3,8                                                                                           | 12,6                                                                                          | 15,1                                                                                          |                                                                                          |                                                                                          |
| 7 - 9 de septiembre de 2023            | Circuitos                          | 1.375                                                                                         | 38,2                                                                                          | 29,7                                                                                          | -                                                                                             | 21,5                                                                                          | 2,5                                                                                           | -                                                                                             | 3,7                                                                                           | 4,4                                                                                           | 8,5                                                                                           |                                                                                          |                                                                                          |
| 6 - 8 de septiembre de 2023            | Federico González & Asociados      | 1.400                                                                                         | 36,3                                                                                          | 34,5                                                                                          | -                                                                                             | 23,8                                                                                          | 5,4                                                                                           | -                                                                                             | 9,1                                                                                           | 10,7                                                                                          | 1,8                                                                                           |                                                                                          |                                                                                          |
| 29 de agosto - 4 de septiembre de 2023 | Synopsis                           | 2.653                                                                                         | 39,7                                                                                          | 26,6                                                                                          | -                                                                                             | 24,5                                                                                          | 1,9                                                                                           | -                                                                                             | 4,6                                                                                           | 2,7                                                                                           | 13,1                                                                                          |                                                                                          |                                                                                          |
| 14 - 16 de agosto de 2023              | CB Consultora                      | 1.344                                                                                         | 37,6                                                                                          | 25,6                                                                                          | -                                                                                             | 24,0                                                                                          | 1,4                                                                                           | -                                                                                             | 3,0                                                                                           | 8,5                                                                                           | 12,0                                                                                          |                                                                                          |                                                                                          |
|                                        |                                    |                                                                                               |                                                                                               |                                                                                               |                                                                                               |                                                                                               |                                                                                               |                                                                                               |                                                                                               |                                                                                               |                                                                                               |                                                                                          |                                                                                          |
| 13 de agosto de 2023                   | Elecciones primarias               | -                                                                                             | 36,76                                                                                         | 32,68                                                                                         | -                                                                                             | 23,83                                                                                         | 3,54                                                                                          | 3,19                                                                                          | 11,85                                                                                         | -                                                                                             | 4,08                                                                                          |                                                                                          |                                                                                          |
|                                        |                                    |                                                                                               |                                                                                               |                                                                                               |                                                                                               |                                                                                               |                                                                                               |                                                                                               |                                                                                               |                                                                                               |                                                                                               |                                                                                          |                                                                                          |
| 5 de agosto de 2023                    | 5 de agosto de 2023                | Comienzo de la prohibición de publicar encuestas y pronósticos electorales para las PASO      | Comienzo de la prohibición de publicar encuestas y pronósticos electorales para las PASO      | Comienzo de la prohibición de publicar encuestas y pronósticos electorales para las PASO      | Comienzo de la prohibición de publicar encuestas y pronósticos electorales para las PASO      | Comienzo de la prohibición de publicar encuestas y pronósticos electorales para las PASO      | Comienzo de la prohibición de publicar encuestas y pronósticos electorales para las PASO      | Comienzo de la prohibición de publicar encuestas y pronósticos electorales para las PASO      | Comienzo de la prohibición de publicar encuestas y pronósticos electorales para las PASO      | Comienzo de la prohibición de publicar encuestas y pronósticos electorales para las PASO      | Comienzo de la prohibición de publicar encuestas y pronósticos electorales para las PASO      | Comienzo de la prohibición de publicar encuestas y pronósticos electorales para las PASO | Comienzo de la prohibición de publicar encuestas y pronósticos electorales para las PASO |
| 31 de julio - 3 de agosto de 2023      | Federico González & Asociados      | 1.400                                                                                         | 34,1                                                                                          | 34,6                                                                                          | -                                                                                             | 19,8                                                                                          | 3,3                                                                                           | 2,6                                                                                           | 5,4                                                                                           | 9,5                                                                                           | 0,5                                                                                           |                                                                                          |                                                                                          |
| 12 - 27 de julio de 2023               | Management & Fit                   | -                                                                                             | 37,7                                                                                          | 31,4                                                                                          | -                                                                                             | 12,5                                                                                          | 5,8                                                                                           | 2                                                                                             | 1,8                                                                                           | 7,1                                                                                           | 6,3                                                                                           |                                                                                          |                                                                                          |
| 8 - 12 de julio de 2023                | UNLaM                              | 1.680                                                                                         | 37,3                                                                                          | 33,6                                                                                          | -                                                                                             | 10,9                                                                                          | 1,4                                                                                           | 0,8                                                                                           | 6,6                                                                                           | 9,4                                                                                           | 3,7                                                                                           |                                                                                          |                                                                                          |
| 27 - 30 de junio de 2023               | Circuitos                          | -                                                                                             | 27,4                                                                                          | 30,6                                                                                          | -                                                                                             | 13,1                                                                                          | 4,3                                                                                           | 9,8                                                                                           | 6,6                                                                                           | 7,9                                                                                           | 3,2                                                                                           |                                                                                          |                                                                                          |
| 28 de junio de 2023                    | Proyección Consultores             | -                                                                                             | 37,3                                                                                          | 32,2                                                                                          | -                                                                                             | 9,2                                                                                           | 2,7                                                                                           | 2,1                                                                                           | 6,1                                                                                           | 10,4                                                                                          | 5,1                                                                                           |                                                                                          |                                                                                          |
| 2 - 5 de junio de 2023                 | Consultora Tendencias              | 2.506                                                                                         | 27,9                                                                                          | 27,3                                                                                          | -                                                                                             | 10,1                                                                                          | 8,2                                                                                           | 6                                                                                             | 5,9                                                                                           | 14,6                                                                                          | 0,6                                                                                           |                                                                                          |                                                                                          |
| 1 - 5 de junio de 2023                 | Federico González & Asociados      | 2.400                                                                                         | 29,1                                                                                          | 29,4                                                                                          | -                                                                                             | 20,1                                                                                          | 2,1                                                                                           | -                                                                                             | 4,1                                                                                           | 6,2                                                                                           | 0,3                                                                                           |                                                                                          |                                                                                          |
| 1 - 5 de junio de 2023                 | Federico González & Asociados      | 2.400                                                                                         | 29,1                                                                                          | 28,7                                                                                          | -                                                                                             | 25,1                                                                                          | 2                                                                                             | 4,6                                                                                           | 2,9                                                                                           | 7,6                                                                                           | 0,4                                                                                           |                                                                                          |                                                                                          |
| 2 - 7 de mayo de 2023                  | Analía del Franco Consultores      | 1.130                                                                                         | 29                                                                                            | 29,4                                                                                          | -                                                                                             | 15,6                                                                                          | 4,2                                                                                           | 5,5                                                                                           | 9,3                                                                                           | 6,5                                                                                           | 0,4                                                                                           |                                                                                          |                                                                                          |
| 2 - 7 de mayo de 2023                  | Analía del Franco Consultores      | 1.130                                                                                         | 37,6                                                                                          | 28,6                                                                                          | -                                                                                             | 16,6                                                                                          | 3,3                                                                                           | 4,1                                                                                           | 5,1                                                                                           | 4,7                                                                                           | 9                                                                                             |                                                                                          |                                                                                          |
| 3 - 6 de mayo de 2023                  | Federico González & Asociados      | 1.400                                                                                         | 28,5                                                                                          | 27,3                                                                                          | -                                                                                             | 23,4                                                                                          | 2,3                                                                                           | 7,8                                                                                           | 2,8                                                                                           | 8,1                                                                                           | 1,2                                                                                           |                                                                                          |                                                                                          |
| 12 - 14 de abril de 2023               | Circuitos                          | 1.243                                                                                         | 29,7                                                                                          | 44,3                                                                                          | -                                                                                             | -                                                                                             | 5,3                                                                                           | 4,2                                                                                           | -                                                                                             | 16,5                                                                                          | 14,6                                                                                          |                                                                                          |                                                                                          |
| 27 de febrero - 13 de abril de 2023    | Management & Fit                   | 1.300                                                                                         | 29,8                                                                                          | 11,9                                                                                          | -                                                                                             | 23,2                                                                                          | 8,6                                                                                           | 8,6                                                                                           | 10,4                                                                                          | 7,5                                                                                           | 6,6                                                                                           |                                                                                          |                                                                                          |
| 27 de febrero - 13 de abril de 2023    | Management & Fit                   | 1.300                                                                                         | 29,1                                                                                          | 18,5                                                                                          | -                                                                                             | 22,4                                                                                          | 8,4                                                                                           | 8,5                                                                                           | 7                                                                                             | 6,1                                                                                           | 6,7                                                                                           |                                                                                          |                                                                                          |
| 27 de febrero - 13 de abril de 2023    | Management & Fit                   | 1.300                                                                                         | 29,1                                                                                          | 24,3                                                                                          | -                                                                                             | 20,7                                                                                          | 8                                                                                             | 7,3                                                                                           | 5,9                                                                                           | 4,6                                                                                           | 4,8                                                                                           |                                                                                          |                                                                                          |
| 20 de marzo - 3 de abril de 2023       | Isonomía                           | -                                                                                             | 29,2                                                                                          | 13,6                                                                                          | -                                                                                             | 23,6                                                                                          | 4,6                                                                                           | 11,9                                                                                          | 5,1                                                                                           | 12                                                                                            | 5,6                                                                                           |                                                                                          |                                                                                          |
| 20 de marzo - 3 de abril de 2023       | Isonomía                           | -                                                                                             | 29,6                                                                                          | 24,8                                                                                          | -                                                                                             | 20                                                                                            | 4,4                                                                                           | 8,4                                                                                           | 5,1                                                                                           | 7,7                                                                                           | 4,8                                                                                           |                                                                                          |                                                                                          |
| 20 de marzo - 3 de abril de 2023       | Isonomía                           | -                                                                                             | 25,1                                                                                          | 26,1                                                                                          | -                                                                                             | 21,4                                                                                          | 4,4                                                                                           | 9,1                                                                                           | 4,3                                                                                           | 9,6                                                                                           | 2                                                                                             |                                                                                          |                                                                                          |
| 21 - 23 de marzo de 2023               | Circuitos                          | 1.186                                                                                         | 29,8                                                                                          | 29,9                                                                                          | -                                                                                             | -                                                                                             | 5,1                                                                                           | 17,4                                                                                          | -                                                                                             | 17,8                                                                                          | 0,1                                                                                           |                                                                                          |                                                                                          |
| 5 - 21 de marzo de 2023                | Isonomía                           | 1.771                                                                                         | 29,1                                                                                          | 26,7                                                                                          | -                                                                                             | 16,7                                                                                          | 3,3                                                                                           | -                                                                                             | 9                                                                                             | 9,9                                                                                           | 2,4                                                                                           |                                                                                          |                                                                                          |
| 5 - 21 de marzo de 2023                | Isonomía                           | 1.771                                                                                         | 29,8                                                                                          | 24,8                                                                                          | -                                                                                             | 16,6                                                                                          | 3,1                                                                                           | -                                                                                             | 9,5                                                                                           | 12,1                                                                                          | 5                                                                                             |                                                                                          |                                                                                          |
| 16 - 18 de marzo de 2023               | Federico González & Asociados      | 1.400                                                                                         | 34,3                                                                                          | 32,1                                                                                          | 8,2                                                                                           | 13,4                                                                                          | 1,4                                                                                           | 2,3                                                                                           | 1,9                                                                                           | 6,3                                                                                           | 2,2                                                                                           |                                                                                          |                                                                                          |
| 13 - 18 de marzo de 2023               | Consultora Tendencias              | 3.134                                                                                         | 30,7                                                                                          | 25,4                                                                                          | 13,3                                                                                          | -                                                                                             | 7,5                                                                                           | 11,5                                                                                          | 4,3                                                                                           | 7,3                                                                                           | 5,3                                                                                           |                                                                                          |                                                                                          |
| 7 - 12 de marzo de 2023                | Políticos en Redes                 | 864                                                                                           | 36,6                                                                                          | 29,1                                                                                          | 18,6                                                                                          | 18,6                                                                                          | 1,5                                                                                           | 2,7                                                                                           | -                                                                                             | 11,5                                                                                          | 7,5                                                                                           |                                                                                          |                                                                                          |
| 6 - 10 de marzo de 2023                | CB Consultora                      | 951                                                                                           | 32,7                                                                                          | 31,3                                                                                          | 6,1                                                                                           | 6,6                                                                                           | -                                                                                             | 9,8                                                                                           | 4,2                                                                                           | 9,2                                                                                           | 1,4                                                                                           |                                                                                          |                                                                                          |
| 27 de febrero - 3 de marzo de 2023     | Gira 3.0                           | 1.500                                                                                         | 37,2                                                                                          | 33,9                                                                                          | -                                                                                             | 10,5                                                                                          | 0,4                                                                                           | -                                                                                             | 10,1                                                                                          | 7,9                                                                                           | 3,3                                                                                           |                                                                                          |                                                                                          |
| 25 de febrero - 1 de marzo de 2023     | Universidad Nacional de La Matanza | 1.061                                                                                         | 35,5                                                                                          | 20,3                                                                                          | 6,8                                                                                           | -                                                                                             | 1,8                                                                                           | 10,7                                                                                          | 6,2                                                                                           | 18,5                                                                                          | 15,2                                                                                          |                                                                                          |                                                                                          |
| 4 - 14 de febrero de 2023              | Nueva Comunicación Consultora      | 2.070                                                                                         | 29,2                                                                                          | 26,9                                                                                          | -                                                                                             | 16,8                                                                                          | 5,4                                                                                           | 3,6                                                                                           | 3,4                                                                                           | 7,8                                                                                           | 2,3                                                                                           |                                                                                          |                                                                                          |
| 4 - 14 de febrero de 2023              | Nueva Comunicación Consultora      | 2.070                                                                                         | 33,9                                                                                          | 29,9                                                                                          | 3,4                                                                                           | 13,3                                                                                          | 4,4                                                                                           | 2,4                                                                                           | 3                                                                                             | 4,4                                                                                           | 4                                                                                             |                                                                                          |                                                                                          |
| 9 - 10 de febrero de 2023              | Federico González & Asociados      | 1.400                                                                                         | 32,7                                                                                          | 28,4                                                                                          | 9,6                                                                                           | 13,1                                                                                          | 2,2                                                                                           | -                                                                                             | 2,7                                                                                           | 6,5                                                                                           | 4,3                                                                                           |                                                                                          |                                                                                          |
| 9 - 10 de febrero de 2023              | Federico González & Asociados      | 1.400                                                                                         | 32,2                                                                                          | 27,6                                                                                          | 8,1                                                                                           | 6                                                                                             | 2,1                                                                                           | 9,3                                                                                           | 2,6                                                                                           | 7,1                                                                                           | 4,6                                                                                           |                                                                                          |                                                                                          |
| 1 - 3 de febrero de 2023               | Circuitos                          | 1.148                                                                                         | 30,4                                                                                          | 31,3                                                                                          | 8,3                                                                                           | -                                                                                             | 4,6                                                                                           | 7,3                                                                                           | -                                                                                             | 18,1                                                                                          | 0,9                                                                                           |                                                                                          |                                                                                          |
| 15 - 21 de enero de 2023               | Proyección                         | 2.518                                                                                         | 39,6                                                                                          | 28,2                                                                                          | 11,2                                                                                          | 11,2                                                                                          | 2,6                                                                                           | -                                                                                             | -                                                                                             | 18,3                                                                                          | 11,4                                                                                          |                                                                                          |                                                                                          |
| 19 de enero de 2023                    | Aresco                             | 4.000                                                                                         | 36,6                                                                                          | 33,4                                                                                          | 8,2                                                                                           | 8,2                                                                                           | 4,1                                                                                           | 2,3                                                                                           | -                                                                                             | 7,2                                                                                           | 3,2                                                                                           |                                                                                          |                                                                                          |
| 17 - 19 de enero de 2023               | Analogías                          | 2.467                                                                                         | 33,6                                                                                          | 19,4                                                                                          | 16,6                                                                                          | 16,6                                                                                          | 5                                                                                             | -                                                                                             | 6,7                                                                                           | 18,8                                                                                          | 14,2                                                                                          |                                                                                          |                                                                                          |
| 10 - 16 de enero de 2023               | CB Consultora                      | 1.533                                                                                         | 31,1                                                                                          | 28,3                                                                                          | 6,9                                                                                           | 7,9                                                                                           | 2,9                                                                                           | 3,9                                                                                           | 5,5                                                                                           | 13,4                                                                                          | 2,9                                                                                           |                                                                                          |                                                                                          |
| 12 - 15 de octubre de 2022             | Opina Argentina                    | 1.200                                                                                         | 32                                                                                            | 27                                                                                            | 16                                                                                            | 16                                                                                            | 5                                                                                             | 4                                                                                             | 2                                                                                             | 13                                                                                            | 5                                                                                             |                                                                                          |                                                                                          |
| 24 - 30 de septiembre de 2022          | Tendencias                         | 2.068                                                                                         | 32                                                                                            | 34,9                                                                                          | 15,3                                                                                          | 15,3                                                                                          | 6,5                                                                                           | 2,9                                                                                           | 2                                                                                             | 6,4                                                                                           | 2,9                                                                                           |                                                                                          |                                                                                          |
| 5 - 28 de septiembre de 2022           | Management & Fit                   | 2.068                                                                                         | 31,2                                                                                          | 32,2                                                                                          | 11,3                                                                                          | 11,3                                                                                          | 5,3                                                                                           | 14,7                                                                                          | -                                                                                             | 5,3                                                                                           | 1                                                                                             |                                                                                          |                                                                                          |
| 2 - 3 de septiembre de 2022            | Trespuntozero                      | 1.600                                                                                         | 35                                                                                            | 24,6                                                                                          | 18                                                                                            | 18                                                                                            | 1                                                                                             | -                                                                                             | 12                                                                                            | 9,4                                                                                           | 10,4                                                                                          |                                                                                          |                                                                                          |
| 4 - 17 de agosto de 2022               | Taquion                            | 2.302                                                                                         | 20,1                                                                                          | 24,7                                                                                          | 10,3                                                                                          | 10,3                                                                                          | 4,4                                                                                           | 10,9                                                                                          | 11,6                                                                                          | 17,9                                                                                          | 4,6                                                                                           |                                                                                          |                                                                                          |
| 1 - 6 de agosto de 2022                | Tendencias                         | 2.730                                                                                         | 32,4                                                                                          | 31,1                                                                                          | 15,1                                                                                          | 15,1                                                                                          | 6,5                                                                                           | 3,5                                                                                           | 3,5                                                                                           | 7,9                                                                                           | 1,3                                                                                           |                                                                                          |                                                                                          |
| 16 de julio - 3 de agosto de 2022      | Isonomía                           | 1.600                                                                                         | 31                                                                                            | 35                                                                                            | 7                                                                                             | 7                                                                                             | 5                                                                                             | 7                                                                                             | 9                                                                                             | 6                                                                                             | 4                                                                                             |                                                                                          |                                                                                          |
| 27 - 30 de julio de 2022               | Giacobbe & Asociados               | 3.000                                                                                         | 15,4                                                                                          | 32,8                                                                                          | 5,7                                                                                           | 5,7                                                                                           | -                                                                                             | 26,6                                                                                          | 4,9                                                                                           | 7,2                                                                                           | 17,4                                                                                          |                                                                                          |                                                                                          |
| 22 - 29 de julio de 2022               | G y C Comunicaciones               | 1.056                                                                                         | 28,4                                                                                          | 30,8                                                                                          | 5,6                                                                                           | 5,6                                                                                           | 3                                                                                             | 3,5                                                                                           | -                                                                                             | 28,7                                                                                          | 2,4                                                                                           |                                                                                          |                                                                                          |
| 22 - 28 de julio de 2022               | CB Consultora                      | 1.044                                                                                         | 33,3                                                                                          | 21,5                                                                                          | 11                                                                                            | 1,4                                                                                           | 5,4                                                                                           | -                                                                                             | 9,6                                                                                           | 17,8                                                                                          | 11,8                                                                                          |                                                                                          |                                                                                          |
| 11 - 13 de julio de 2022               | Circuitos                          | 1.396                                                                                         | 35                                                                                            | 30,4                                                                                          | 7,8                                                                                           | 7,8                                                                                           | 3,1                                                                                           | 3,6                                                                                           | 20,1                                                                                          | -                                                                                             | 4,8                                                                                           |                                                                                          |                                                                                          |
| 30 de junio - 13 de julio de 2022      | Taquion                            | 2.161                                                                                         | 21,7                                                                                          | 27,2                                                                                          | 10,1                                                                                          | 10,1                                                                                          | 3,9                                                                                           | 10,6                                                                                          | 8,9                                                                                           | 17,4                                                                                          | 5,5                                                                                           |                                                                                          |                                                                                          |
| 24 - 28 de junio de 2022               | Opina Argentina                    | 1.100                                                                                         | 34                                                                                            | 35                                                                                            | 12                                                                                            | 12                                                                                            | 5                                                                                             | 5                                                                                             | 3                                                                                             | 6                                                                                             | 1                                                                                             |                                                                                          |                                                                                          |
| 19 - 20 de junio de 2022               | Opinión Pública                    | 900                                                                                           | 33,2                                                                                          | 38,4                                                                                          | 11                                                                                            | 11                                                                                            | -                                                                                             | -                                                                                             | 7,5                                                                                           | 9,8                                                                                           | 5,2                                                                                           |                                                                                          |                                                                                          |
| 9 - 11 de junio de 2022                | Circuitos                          | 1.396                                                                                         | 29,5                                                                                          | 29,7                                                                                          | 9,8                                                                                           | 9,8                                                                                           | 3,5                                                                                           | 3,3                                                                                           | 24,2                                                                                          | -                                                                                             | 0,2                                                                                           |                                                                                          |                                                                                          |
| 10 - 24 de mayo de 2022                | Management & Fit                   | 1.340                                                                                         | 34,6                                                                                          | 32,3                                                                                          | 14,3                                                                                          | 14,3                                                                                          | 6,8                                                                                           | 0,9                                                                                           | -                                                                                             | 11,1                                                                                          | 2,3                                                                                           |                                                                                          |                                                                                          |
| 4 - 9 de mayo de 2022                  | Trespuntozero                      | 1.700                                                                                         | 37,5                                                                                          | 22,1                                                                                          | 16,3                                                                                          | 16,3                                                                                          | 1,3                                                                                           | -                                                                                             | 9,6                                                                                           | 13,2                                                                                          | 15,4                                                                                          |                                                                                          |                                                                                          |
| 10 - 16 de abril de 2022               | OBSA                               | 1.127                                                                                         | 29                                                                                            | 28                                                                                            | 17                                                                                            | 17                                                                                            | 5                                                                                             | 13                                                                                            | -                                                                                             | 9                                                                                             | 1                                                                                             |                                                                                          |                                                                                          |
| 10 - 15 de abril de 2022               | Raúl Aragón & Asociados            | 800                                                                                           | 37,2                                                                                          | 35,8                                                                                          | 15,3                                                                                          | 15,3                                                                                          | 1,2                                                                                           | -                                                                                             | 4,3                                                                                           | 2,5                                                                                           | 1,4                                                                                           |                                                                                          |                                                                                          |
|                                        |                                    |                                                                                               |                                                                                               |                                                                                               |                                                                                               |                                                                                               |                                                                                               |                                                                                               |                                                                                               |                                                                                               |                                                                                               |                                                                                          |                                                                                          |
| 14 de noviembre de 2021                | Elecciones provinciales            | -                                                                                             | 42,11                                                                                         | 37,21                                                                                         | 6,58                                                                                          | 6,58                                                                                          | 7,30                                                                                          | 6,80                                                                                          | 4,46                                                                                          | -                                                                                             | 4,9                                                                                           |                                                                                          |                                                                                          |

## Resultados

### Primarias

Resultados por partido:
Juntos por el Cambio
Unión por la Patria
La Libertad Avanza

Habilitado para las elecciones generales
|  | 36,76 % |

|  | 50,25 % |

|  | 32,68 % |

|  | 49,75 % |

|  | 23,83 % |

|  | 69,06 % |

|  | 3,54 % |

|  | 30,94 % |

|  | 0,76 % |

|  | 0,50 % |

|  | 0,37 % |

|  | 0,28 % |

|  | 0,23 % |

|  | 0,23 % |

|  | 0,17 % |

|  | 0,11 % |

|  | 0,10 % |

|  | 0,09 % |

|  | 0,08 % |

|  | 0,08 % |

|  | 0,07 % |

|  | 0,05 % |

|  | 0,03 % |

|  | 0,03 % |

|  | 0,02 % |

|  | 87,30 % |

|  | 11,85 % |

|  | 0,85 % |

|  | 67,86 % |

|  | 100 % |

### Gobernador y vicegobernador
|  | 44,94 % |

|  | 26,61 % |

|  | 24,57 % |

|  | 3,88 % |

|  | 90,24 % |

|  | 9,18 % |

|  | 0,57 % |

|  | 75,94 % |

|  | 100 % |

### Cámara de Diputados
|  | 41,91 % |

|  | 28,98 % |

|  | 25,34 % |

|  | 3,78 % |

|  | 89,09 % |

|  | 10,30 % |

|  | 0,61 % |

|  | 75,60 % |

|  | 100 % |

#### Resultados por secciones electorales

Secciones electorales de Buenos Aires:
1º Sección
2º Sección
3º Sección
4º Sección
5º Sección
6º Sección
7º Sección
8º Sección/Capital

|  | 44,36 % |

|  | 26,46 % |

|  | 24,78 % |

|  | 4,39 % |

|  | 90,31 % |

|  | 9,12 % |

|  | 0,57 % |

|  | 75,26 % |

|  | 100 % |

|  | 37,66 % |

|  | 36,31 % |

|  | 26,03 % |

|  | 83,91 % |

|  | 15,58 % |

|  | 0,51 % |

|  | 79,73 % |

|  | 100 % |

|  | 35,40 % |

|  | 34,73 % |

|  | 26,59 % |

|  | 3,29 % |

|  | 87,47 % |

|  | 11,77 % |

|  | 0,76 % |

|  | 74,65 % |

|  | 100 % |

|  | 35,44 % |

|  | 34,03 % |

|  | 28,24 % |

|  | 2,30 % |

|  | 85,75 % |

|  | 13,52 % |

|  | 0,72 % |

|  | 78,02 % |

|  | 100 % |

### Senado
|  | 47,00 % |

|  | 24,87 % |

|  | 23,90 % |

|  | 4,23 % |

|  | 89,66 % |

|  | 9,79 % |

|  | 0,55 % |

|  | 76,19 % |

|  | 100 % |

#### Resultados por secciones electorales
|  | 37,35 % |

|  | 32,01 % |

|  | 28,23 % |

|  | 2,41 % |

|  | 85,34 % |

|  | 14,17 % |

|  | 0,49 % |

|  | 79,40 % |

|  | 100 % |

|  | 51,54 % |

|  | 22,79 % |

|  | 21,15 % |

|  | 4,52 % |

|  | 90,60 % |

|  | 8,88 % |

|  | 0,52 % |

|  | 75,86 % |

|  | 100 % |

|  | 33,14 % |

|  | 32,71 % |

|  | 31,24 % |

|  | 2,90 % |

|  | 85,47 % |

|  | 13,76 % |

|  | 0,77 % |

|  | 75,82 % |

|  | 100 % |

|  | 40,34 % |

|  | 33,52 % |

|  | 21,05 % |

|  | 5,09 % |

|  | 91,32 % |

|  | 8,07 % |

|  | 0,61 % |

|  | 75,95 % |

|  | 100 % |

## Elecciones municipales
| Municipio                                               | Intendente electo          | Partido | Partido                               | Alianza | Alianza     |
| ------------------------------------------------------- | -------------------------- | ------- | ------------------------------------- | ------- | ----------- |
| Adolfo Alsina                                           | Javier Andrés R            |         | Unión Cívica Radical                  |         | JxC         |
| Adolfo Gonzales Chaves                                  | Miriam Lucía Gómez         |         | Unión Cívica Radical                  |         | JxC         |
| Alberti                                                 | Germán Lago R              |         | Partido Justicialista                 |         | UP          |
| Almirante Brown                                         | Mariano Cascallares R      |         | Partido Justicialista                 |         | UP          |
| Arrecifes                                               | Fernando Bouvier           |         | Propuesta Republicana                 |         | JxC         |
| Avellaneda                                              | Jorge Ferraresi R          |         | Partido Justicialista                 |         | UP          |
| Ayacucho                                                | Emilio Cordonnier R        |         | Unión Cívica Radical                  |         | JxC         |
| Azul                                                    | Nelson Sombra              |         | La Cámpora                            |         | UP          |
| Bahía Blanca                                            | Federico Susbielles        |         | Partido de la Victoria                |         | UP          |
| Balcarce                                                | Esteban Reino R            |         | Unión Cívica Radical                  |         | JxC         |
| Baradero                                                | Esteban Sanzio R           |         | Partido Justicialista                 |         | UP          |
| Benito Juárez                                           | Julio César Marini R       |         | Partido Justicialista                 |         | UP          |
| Berazategui                                             | Juan José Mussi R          |         | Partido Justicialista                 |         | UP          |
| Berisso                                                 | Fabián Cagliardi R         |         | Partido Justicialista                 |         | UP          |
| Bolívar                                                 | Marcos Pisano R            |         | Partido Justicialista                 |         | UP          |
| Bragado                                                 | Sergio Barenghi            |         | Partido Justicialista                 |         | UP          |
| Brandsen                                                | Fernando Raitelli          |         | La Cámpora                            |         | UP          |
| Campana                                                 | Sebastián Abella R         |         | Propuesta Republicana                 |         | JxC         |
| Cañuelas                                                | Marisa Fassi R             |         | Partido Justicialista                 |         | UP          |
| Capitán Sarmiento                                       | Fernanda Astorino          |         | Propuesta Republicana                 |         | JxC         |
| Carlos Casares                                          | Daniel Stadnik             |         | Partido Justicialista                 |         | UP          |
| Carlos Tejedor                                          | María Celia Gianini R      |         | Partido Justicialista                 |         | UP          |
| Carmen de Areco                                         | Iván Villagrán R           |         | La Cámpora                            |         | UP          |
| Castelli                                                | Francisco Echarren R       |         | Partido Justicialista                 |         | UP          |
| Chacabuco                                               | Darío Golía                |         | Partido Justicialista                 |         | UP          |
| Chascomús                                               | Javier Gastón R            |         | Frente Renovador                      |         | UP          |
| Chivilcoy                                               | Guillermo Britos R         |         | Primero Chivilcoy                     |         | Vecinalismo |
| Colón                                                   | Waldemar Giordano          |         | La Cámpora                            |         | UP          |
| Coronel Dorrego                                         | Juan Carlos Chalde         |         | Unión Cívica Radical                  |         | JxC         |
| Coronel Pringles                                        | Lisandro Matzkin R         |         | Compromiso Pringles                   |         | JxC         |
| Coronel Rosales                                         | Rodrigo Aristimuño         |         | La Cámpora                            |         | UP          |
| Coronel Suárez                                          | Ricardo Moccero R          |         | Movimiento para la Victoria           |         | UP          |
| Daireaux                                                | Alejandro Acerbo R         |         | Partido Justicialista                 |         | UP          |
| Dolores                                                 | Juan Pablo García          |         | Partido Justicialista                 |         | UP          |
| Ensenada (ver detalle)                                  | Mario Secco R              |         | Frente Grande                         |         | UP          |
| Escobar                                                 | Ariel Sujarchuk R          |         | Partido Justicialista                 |         | UP          |
| Esteban Echeverría                                      | Fernando Gray R            |         | Partido Justicialista                 |         | UP          |
| Exaltación de la Cruz                                   | Diego Nanni R              |         | Defensa Comunal                       |         | UP          |
| Ezeiza                                                  | Gastón Granados            |         | Partido Justicialista                 |         | UP          |
| Florencio Varela                                        | Andrés Watson R            |         | Partido Justicialista                 |         | UP          |
| Florentino Ameghino                                     | Nahuel Mittelbach          |         | Unión Cívica Radical                  |         | JxC         |
| General Alvarado (ver detalle)                          | Sebastián Ianantuony R     |         | Frente Renovador                      |         | UP          |
| General Alvear                                          | Ramón Capra R              |         | Unión Cívica Radical                  |         | JxC         |
| General Arenales                                        | Erica Revilla R            |         | Unión Cívica Radical                  |         | JxC         |
| General Belgrano                                        | Osvaldo Dinapoli R         |         | Unión Cívica Radical                  |         | JxC         |
| General Guido                                           | Carlos Rocha R             |         | Partido Justicialista                 |         | UP          |
| General La Madrid                                       | Martín Randazzo R          |         | Unión Cívica Radical                  |         | JxC         |
| General Las Heras                                       | Javier Osuna R             |         | Frente Renovador                      |         | UP          |
| General Lavalle                                         | Nahuel Guardia             |         | Unión Cívica Radical                  |         | JxC         |
| General Madariaga                                       | Esteban Santoro R          |         | Unión Cívica Radical                  |         | JxC         |
| General Paz                                             | Juan Manuel Álvarez R      |         | Partido Justicialista                 |         | UP          |
| General Pinto (ver detalle)                             | Alfredo Zavatarelli R      |         | Partido Justicialista                 |         | UP          |
| Partido de General Pueyrredón (ver detalle)             | Guillermo Montenegro R     |         | Propuesta Republicana                 |         | JxC         |
| General Rodríguez                                       | Mauro García R             |         | Movimiento Evita                      |         | UP          |
| General San Martín                                      | Fernando Moreira           |         | Partido Justicialista                 |         | UP          |
| General Viamonte                                        | Franco Flexas R            |         | Unión Cívica Radical                  |         | JxC         |
| General Villegas                                        | Gilberto Alegre            |         | Encuentro Republicano Federal         |         | JxC         |
| Guaminí                                                 | José Nobre Ferreira R      |         | Partido Justicialista                 |         | UP          |
| Hipólito Yrigoyen                                       | Luis Pugnaloni R           |         | Partido Justicialista                 |         | UP          |
| Hurlingham                                              | Damián Selci               |         | La Cámpora                            |         | UP          |
| Ituzaingó                                               | Pablo Descalzo             |         | Partido Justicialista                 |         | UP          |
| José C. Paz                                             | Mario Alberto Ishii R      |         | Partido Justicialista                 |         | UP          |
| Junín                                                   | Pablo Petrecca R           |         | Propuesta Republicana                 |         | JxC         |
| La Costa                                                | Juan de Jesús              |         | Partido Justicialista                 |         | UP          |
| La Matanza (ver detalle)                                | Fernando Espinoza R        |         | Partido Justicialista                 |         | UP          |
| La Plata (ver detalle)                                  | Julio Alak                 |         | Partido Justicialista                 |         | UP          |
| Lanús                                                   | Julián Álvarez             |         | La Cámpora                            |         | UP          |
| Laprida                                                 | Alfredo Fisher             |         | Partido Justicialista                 |         | UP          |
| Las Flores                                              | Alberto Gelené R           |         | Partido Justicialista                 |         | UP          |
| Leandro N. Alem                                         | Carlos Ferraris R          |         | Partido Justicialista                 |         | UP          |
| Lezama                                                  | Arnaldo Harispe R          |         | Unión Cívica Radical                  |         | JxC         |
| Lincoln                                                 | Salvador Serenal R         |         | Unión Cívica Radical                  |         | JxC         |
| Lobería                                                 | Pablo Barrena              |         | Unión Cívica Radical                  |         | JxC         |
| Lobos                                                   | Jorge Etcheverry R         |         | Unión Cívica Radical                  |         | JxC         |
| Lomas de Zamora (ver detalle)                           | Federico Otermín           |         | Partido Justicialista                 |         | UP          |
| Luján                                                   | Leonardo Boto R            |         | Partido Justicialista                 |         | UP          |
| Magdalena                                               | Lisandro Hourcade          |         | Unión Cívica Radical                  |         | JxC         |
| Maipú                                                   | Matías Rappallini R        |         | Unión Cívica Radical                  |         | JxC         |
| Malvinas Argentinas                                     | Leonardo Nardini R         |         | Partido Justicialista                 |         | UP          |
| Mar Chiquita                                            | Walter Wischnivetzky       |         | Partido Justicialista                 |         | UP          |
| Marcos Paz                                              | Ricardo Curutchet R        |         | Concertación por Marcos Paz           |         | UP          |
| Mercedes                                                | Juan Ignacio Ustarroz R    |         | La Cámpora                            |         | UP          |
| Merlo                                                   | Gustavo Menéndez R         |         | Partido Justicialista                 |         | UP          |
| Monte                                                   | José Matildo Castro R      |         | Unión Cívica Radical                  |         | JxC         |
| Monte Hermoso                                           | Hernán Fabio Arranz        |         | Partido Justicialista                 |         | UP          |
| Moreno                                                  | Mariel Fernández R         |         | Movimiento Evita                      |         | UP          |
| Morón (ver detalle)                                     | Lucas Ghi R                |         | Nuevo Encuentro                       |         | UP          |
| Navarro                                                 | Facundo Diz                |         | Partido Justicialista                 |         | UP          |
| Necochea (ver detalle)                                  | Arturo Rojas R             |         | Nueva Necochea                        |         | Vecinalismo |
| Nueve de Julio                                          | María José Gentile         |         | Propuesta Republicana                 |         | JxC         |
| Olavarría                                               | Maximiliano Wesner         |         | La Cámpora                            |         | UP          |
| Patagones                                               | Ricardo Marino             |         | Frente Renovador                      |         | UP          |
| Pehuajó                                                 | Pablo Javier Zurro R       |         | Partido Justicialista                 |         | UP          |
| Pellegrini                                              | Sofía Gambier              |         | Unión Cívica Radical                  |         | JxC         |
| Pergamino                                               | Javier Martínez R          |         | Propuesta Republicana                 |         | JxC         |
| Pila                                                    | Sebastián Walker           |         | Partido Justicialista                 |         | UP          |
| Pilar                                                   | Federico Achával R         |         | Partido Justicialista                 |         | UP          |
| Pinamar                                                 | Juan Manuel Ibarguren      |         | Propuesta Republicana                 |         | JxC         |
| Presidente Perón                                        | Blanca Cantero R           |         | Frente Renovador                      |         | UP          |
| Puan                                                    | Diego Reyes                |         | Propuesta Republicana                 |         | JxC         |
| Punta Indio                                             | David Anguiera             |         | Partido Justicialista                 |         | UP          |
| Quilmes (ver detalle)                                   | Mayra Mendoza R            |         | La Cámpora                            |         | UP          |
| Ramallo                                                 | Mauro Poletti              |         | Partido Justicialista                 |         | UP          |
| Rauch                                                   | Maximiliano Suescun R      |         | Unión Cívica Radical                  |         | JxC         |
| Rivadavia                                               | Juan Alberto Martínez      |         | Frente Renovador                      |         | UP          |
| Rojas                                                   | Román Bouvier              |         | Unión Cívica Radical                  |         | JxC         |
| Roque Pérez                                             | Maximiliano Sciaini        |         | Frente Renovador                      |         | UP          |
| Saavedra                                                | Matías Nebot               |         | Todos por Saavedra                    |         | Vecinalismo |
| Saladillo                                               | José Luis Salomón          |         | Unión Cívica Radical                  |         | JxC         |
| Salliqueló                                              | Ariel Succurro             |         | Partido Justicialista                 |         | UP          |
| Salto                                                   | Ricardo Alessandro R       |         | Partido Justicialista                 |         | UP          |
| San Andrés de Giles                                     | Miguel Gesualdi            |         | Frente Renovador                      |         | UP          |
| San Antonio de Areco                                    | Francisco Ratto R          |         | Viva Areco                            |         | JxC         |
| San Cayetano                                            | Miguel Ángel Gargaglione R |         | Unión Cívica Radical                  |         | JxC         |
| San Fernando                                            | Juan Andreotti R           |         | Frente Renovador                      |         | UP          |
| San Isidro                                              | Ramón Lanús                |         | ConVocación por San Isidro            |         | JxC         |
| San Miguel (ver detalle)                                | Jaime Méndez R             |         | Encuentro Republicano Federal         |         | JxC         |
| San Nicolás                                             | Santiago Passaglia         |         | Encuentro Republicano Federal         |         | JxC         |
| San Pedro                                               | Cecilio Salazar            |         | Partido Justicialista                 |         | UP          |
| San Vicente                                             | Nicolás Mantegazza R       |         | Partido Justicialista                 |         | UP          |
| Suipacha                                                | Juan Luis Mancini          |         | La Cámpora                            |         | UP          |
| Tandil                                                  | Miguel Ángel Lunghi R      |         | Unión Cívica Radical                  |         | JxC         |
| Tapalqué                                                | Gustavo Cocconi R          |         | Partido Justicialista                 |         | UP          |
| Tigre                                                   | Julio Zamora R             |         | Unidos por Tigre                      |         | UP          |
| Tordillo                                                | Héctor Olivera R           |         | Partido Justicialista                 |         | UP          |
| Tornquist                                               | Sergio Bordoni R           |         | Acción por Tornquist                  |         | UP          |
| Trenque Lauquen                                         | Francisco Recoulat         |         | Unión Cívica Radical                  |         | JxC         |
| Tres Arroyos                                            | Pablo Garate               |         | Frente Renovador                      |         | UP          |
| Tres de Febrero                                         | Diego Valenzuela R         |         | Propuesta Republicana                 |         | JxC         |
| Tres Lomas                                              | Luciano Spinolo            |         | Unión Cívica Radical                  |         | JxC         |
| Veinticinco de Mayo                                     | Ramiro Egüen               |         | Generación para un Encuentro Nacional |         | JxC         |
| Vicente López                                           | Soledad Martínez           |         | Propuesta Republicana                 |         | JxC         |
| Villa Gesell                                            | Gustavo Barrera R          |         | Partido Justicialista                 |         | UP          |
| Villarino                                               | Carlos Bevilacqua R        |         | Acción por Villarino                  |         | Vecinalismo |
| Zárate (ver detalle)                                    | Marcelo Matzkin            |         | Propuesta Republicana                 |         | JxC         |
| R: Reelecto                                             |                            |         |                                       |         |             |
| Fuente: Junta Electoral de la Provincia de Buenos Aires |                            |         |                                       |         |             |